# Ophrys bombyliflora
 Ophrys bombyliflora Link 1799 es una especie de orquídeas monopodiales y terrestres de la subtribu Orchidinae de la familia Orchidaceae. Es la llamada Orquídea abejorro. En las islas Baleares se la llama mosques petites.
Etimología
Ver: Ophrys, Etimología
Del latín "bombyli" = "abejorro", "flora" = "flor" refiriéndose a la apariencia de su labelo.
Estas pequeñas orquídeas se denominan las "orquídeas abejorro" porque las flores se asemejan a los peludos cuerpos de los abejorros.
Sinónimos:
- Arachnites bombyliflora Tod. 1842
- Ophrys bombylifera Willd. 1805
- Ophrys bombyliflora f. buccheriana De Langhe & D'hose 1985
- Ophrys canaliculata Viv. 1825
- Ophrys disthoma Biv.-Bern. 1813
- Ophrys hiulca Mauri ?
- Ophrys pulla Ten. 1820
- Ophrys tabanifera Willdenow 1805[1]

## Hábitat
Es una planta monopodial de hábitos terrestres. Se la encuentra en terrenos de cultivos abandonados o en claros de bosque con preferencia por los terrenos calcáreos. Se distribuye por el Mediterráneo (Portugal, España, Francia, Italia, y Malta), y en las islas Canarias. 

## Descripción
Durante el verano estas orquídeas están durmientes como un bulbo subterráneo tubérculo, que sirve como una reserva de alimento. Al final del verano-otoño desarrolla una roseta de hojas. También un nuevo tubérculo empieza a desarrollarse y madura hasta la siguiente primavera, el viejo tubérculo muere lentamente. En la próxima primavera el tallo floral empieza a desarrollarse, y durante la floración las hojas ya comienzan a marchitarse.
Al igual que la mayoría de las orquídeas Ophrys esta especie depende de un hongo simbionte, debido a esto desarrollan sólo un par de pequeñas hojas alternas. No pueden ser trasplantadas debido a esta simbiosis. Las pequeñas hojas basales forman una roseta pegadas a ras de suelo. Son oblongo lanceoladas redondeadas sin identaciones tienen un color verde azulado. Se desarrollan en otoño y pueden sobrevivir las heladas del invierno.
Ophrys bombyliflora es una orquídea terrestre que tiene tubérculo subterráneo, globular, y pequeño del cual sale el tallo floral erecto sencillo y sin ramificaciones. Las flores son pequeñas, y poseen dos pétalos pequeños y un labelo de gran tamaño. El labelo tiene un color marrón oscuro con manchas violetas. El labelo tiene tres lóbulos con los laterales que están vueltos hacia adelante con unos pelos finos y sedosos. El lóbulo mayor es redondeado abombado turgente con una base de pelos blanquecinos, a menudo tienen manchas violeta haciendo una X o una H.
Tienen tres sépalos pequeños verdes y situados en la parte trasera de la flor. De dos a doce flores se desarrollan en el tallo floral con hojas basales. Las flores son únicas, no solo por su inusual belleza, gradación de color y formas excepcionales, sino también por la ingenuidad con la que atraen a los insectos. Su labelo imita en este caso a un abejorro, atrayendo y embaucando al correcto agente polinizador.
Esta sugestión visual sirve como reclamo íntimo. Esta polinización mímica está acrecentada al producir además la fragancia de la hembra del insecto en celo. Estas feromonas hacen que el insecto se acerque a investigar. Esto ocurre solamente en el periodo determinado en el que los machos están en celo y las hembras no han copulado aún. El insecto está tan excitado que empieza a copular con la flor. Esto se denomina "pseudocopulación", la firmeza, la suavidad, y los pelos aterciopelados del labelo, son los mayores incentivos, para que el insecto se introduzca en la flor. Las polinia se adhieren a la cabeza o al abdomen del insecto. Cuando vuelve a visitar otra flor los polinia golpean el estigma. Los filamentos de los polinia durante el transporte cambian de posición de tal manera que los céreos granos de polen puedan golpear al estigma, tal es el grado de refinamiento de la reproducción. Si los filamentos no toman la nueva posición los polinia podrían no haber fecundado la nueva orquídea.

## Usos medicinales
La harina de sus tubérculos es muy nutritiva y demulcente. Se usa en dietas especiales de convalecientes y niños. Es muy rica en mucílago y forma una demulcente y suave gelatina que se usa para el canal gastrointestinal irritado. Una parte de harina con cincuenta partes de agua son suficientes para formar la gelatina. El tubérculo para preparar la harina debe ser recolectado cuando la planta está recién seca después de la floración y cuando ha soltado las semillas.

## Híbridos naturales deOphrys bombyliflora
- Ophrys × circaea (Ophrys apifera × Ophrys bombyliflora) (Italia).
- Ophrys × clapensis (Ophrys bombyliflora × Ophrys lutea) (Francia).
- Ophrys × cosana (Ophrys bombyliflora × Ophrys incubacea) (Francia)
- Ophrys × domitia (Ophrys bombyliflora × Ophrys lutea ssp. pseudospeculum) (Francia)
- Ophrys × fernandii (Ophrys bombyliflora × Ophrys vernixia ssp. ciliata) (Francia).
- Ophrys × grafiana (Ophrys bombyliflora × Ophrys umblicata ssp. attica) (Grecia)
- Ophrys × hoeppneri (Ophrys bombyliflora × Ophrys sphegodes) (Italia).
- Ophrys × olbiensis (Ophrys bombyliflora × Ophrys scolopax) (Francia).
- Ophrys × ragusana (Ophrys bombyliflora × Ophrys exaltata) (Francia)
- Ophrys × rainei (Ophrys bombyliflora × Ophrys incubacea) (S. Europa).
- Ophrys × semibombyliflora (Ophrys bombyliflora × Ophrys exaltata ssp. arachniformis) (Italia).
- Ophrys × sommieri (Ophrys bombyliflora × Ophrys tenthredinifera) (Medit.)